# Hjältemaren
Hjältemaren är en sjö i Västerviks kommun i Småland och ingår i Botorpsströmmens huvudavrinningsområde. Sjön har en area på 0,0967 kvadratkilometer och ligger 4,6 meter över havet.

## Delavrinningsområde
Hjältemaren ingår i det delavrinningsområde (639133-154648) som SMHI kallar för Mynnar i havet. Medelhöjden är 18 meter över havet och ytan är 0,65 kvadratkilometer. Det finns inga avrinningsområden uppströms utan avrinningsområdet är högsta punkten. Avrinningsområdets utflöde mynnar i havet. Avrinningsområdet består mestadels av skog (82 procent). Avrinningsområdet har 0,1 kvadratkilometer vattenytor vilket ger det en sjöprocent på 14,8 procent.